# MVTV 3
MVTV 3 é uma emissora de televisão americana de acesso público com sede em Moreno Valley, Califórnia. Opera no canal 3 da operadora de TV a cabo Time Warner.